# Bufo occidentalis
Bufo occidentalis là một loài cóc thuộc họ Bufonidae.
Đây là loài đặc hữu của México.
Môi trường sống tự nhiên của chúng là rừng ôn đới, rừng khô nhiệt đới hoặc cận nhiệt đới, và sông ngòi.